# Françoise Pirart
Françoise Pirart, née en 1956 à Bruxelles, est un écrivain belge de langue française.

## Biographie
Née à Bruxelles, Françoise Pirart a exercé des activités professionnelles variées : élevage de chevaux, vente, secrétariat, traduction d'ouvrages anglo-saxons.
Elle a animé des ateliers d'écriture. Pendant dix ans, elle a été formatrice en français langue étrangère dans une association de Mons en Hainaut.
Françoise Pirart a publié des romans et recueils de nouvelles. Elle rédige également des biographies et des récits de vie pour ceux qui souhaitent laisser un témoignage. En 2023, elle a obtenu le Grand Prix bisannuel de l’Association des écrivains belges.

## Œuvres

### Romans
- La Croix de Saint-Vairant, roman, Pré-aux-Sources/Bernard Gilson 1992
- Le Rêve est une seconde vie, roman, Bernard Gilson collection micro-roman 1993
- Le Décret du 2 mars, roman, Luce Wilquin 1994
- Les uns avec leur amour, les autres avec leur haine, roman, Luce Wilquin 1997 (Prix Hubert Krains)
- La Grinche, roman, Bernard Gilson collection micro-roman 1998 (Prix Gauchez-Philippot) - réédition M.E.O. 2009
- Mes Grandvoyages à travers le vaste monde et les atmosphères qui l'entourent, roman, Luce Wilquin 2000
- La Valse du Pont suspendu, roman, Ancrage 2001 (Prix Marguerite van de Wiele)
- La Fortune des Sans Avoir, roman, La Renaissance du livre 2004 (Prix de la Bibliothèque centrale du Hainaut - Prix Alex Pasquier) - réédition Le Grand Miroir 2005
- La nuit de Sala, roman, Arléa 2006
- Simon, l'enfant du 20e convoi, roman, Milan 2008 (Prix du roman historique jeunesse de Blois)
- Sans nul espoir de vous revoir, roman, Luce Wilquin 2012
- Sur l'océan de nos âges, roman, Luce Wilquin 2013
- La légende des Hauts Marais, roman, illustrations de René Follet, Éditions du Jasmin 2014
- Chicoutimi n'est plus si loin, roman, Luce Wilquin 2014 (sélection Sabam Awards 2016) - réédition Éditions du Sablon 2022
- Vertigineuse, roman, Luce Wilquin 2016
- Seuls les échos de nos pas, Luce Wilquin 2018
- Beau comme une éclipse, M.E.O. 2019
- Niznayou, M.E.O. 2024

### Nouvelles
- « L'odeur des vieux », nouvelle, in collectif Court Lignage, Court Lignage n°4 1990
- L'oreiller, recueil de nouvelles, Luce Wilquin 1995
- nouvelle, in collectif Lettres à Luce, Luce Wilquin 1996
- « Martial contre Malthus », nouvelle, in collectif Marginales - n° 237, Luce Wilquin 2000
- « Il bambino si presenta bene », nouvelle, in collectif Rose del Belgio, Editzioni e/o Roma 2005
- « Mon souverain désir », nouvelle, coédité par la Ville de Mons et Luce Wilquin 2005
- « Jour du Seigneur, jour de labeur », nouvelle, in collectif Etranger, j'écris ton nom, Couleur livres 2007
- « Voisins », nouvelle, in collectif Droits de l'homme, j'écris vos noms, Couleur livres 2008
- nouvelle, in Le Non-dit n°80-81, Septembre 2008
- Un acte de faiblesse, recueil de nouvelles, Luce Wilquin 2010
- Tout est sous contrôle!, recueil de nouvelles, M.E.O. 2022

nombreuses nouvelles publiées notamment dans la revue Marginales

### Traductions
- L'Orient en mutation, de Thomas Edward Lawrence, Traduction de l'anglais en collaboration avec Pierre Maury, Éditions Complexe, 1992
- Récit d'un voyage à pied à travers la Russie et la Sibérie tartare, des frontières de Chine à la mer Gelée et au Kamtchatka, de John Dundas Cochrane, Traduction de l'anglais en collaboration avec Pierre Maury, Éditions du Griot, 1993 (Réédité par Ginkgo éditeur 2003)
- Journal d'un voyage en Amérique, de Morris Birkbeck, Traduction de l'anglais en collaboration avec Pierre Maury, Balzac-Le Griot Éditeur, 1998 (Réédité par Ginkgo éditeur 2007)

### Livres jeunesse
- Le trois-mâts de Sébastien, Éditions Averbode, collection TireLire, 2006 (illustrations de Alain Maury)
- Le Chapeau de Monsieur Prune, Éditions Delphi, 2008 (dessins de Alain Maury)

### Divers
- Proverbes et dictons de Belgique francophone, rassemblés et commentés par Françoise Pirart et Pierre Maury, Éditions Rivages, 1989